# Altısöğüt, Sarız
Altısöğüt là một xã thuộc huyện Sarız, tỉnh Kayseri, Thổ Nhĩ Kỳ. Dân số thời điểm năm 2008 là 153 người.